# الین بلک
اِلِین بِلِک (به انگلیسی: Elaine Belloc) یک شخصیت خیالی در کتاب‌های کمیک آمریکایی منتشر شده توسط انتشارات دی‌سی کامیکس تحت نام تجاری ورتیگو است. این شخصیت توسط مایک کری به‌طور مشخص برای مجموعه کمیک لوسیفر خلق شده‌است، و شخصیت او دختر جوانی با قدرت‌های ویژه است که با لوسیفر مواجه می‌شود و در ماجراها و نبردهای اطراف او نقشی را ایفا می‌کند. داستان زندگی الین بلک کم و بیش حول محور مجموعه لوسیفر می‌گذرد و حکایت تبدیل شدن یک دختر معمولی، به یک ابرقدرت در جهان پس از پرزنس را نقل می‌کند. او در اصل حاصل آزمایش فرشته مقرب سندلفون است، که پدرش آرکنت عالی‌رتبه، میکائیل دمیورگوس به‌شمار می‌رود. الین بلک به همرا پدر بزرگش پرزنس (خدا) چهارمین موجود قدرتمند دی سی و فیکشن بعد از لوایتان نانوشته‌ها، رایتر، اوروید است او در تمام قدرت‌ها و توانایی‌هایش با پرزنس برابری می‌کند و تمام قدرت‌های پرزنس را در دست دارد او خدای جدید دنیای دی سی و فیکشن می‌باشد و همرا پرزنس قدرتمندترین موجود کل فیکشن و دی سی است.

## زندگینامه ساختگی شخصیت
الین برای اولین بار به عنوان یک دختر مدرسه‌ای با توانایی‌های ویژه به منظور برقراری ارتباط با ارواح مردگان و مشاهده ذهن باز افراد وارد مجموعه شد. بهترین دوست او مونا دویل اخیراً به قتل رسیده بود و روحش برای درخواست کمک نزد الین آمد. برای یافتن قاتل مونا، الین روح سه مادربزرگ مرده را احضار نمود تا به او در احضار شیطانی کوچک برای مجازات شخصی که دوستش را کشته کمک کنند. اما این نقشه او با شکست مواجه شد، بنابراین الین خود دست به کار شد و سعی کرد از خود شیطان درخواست کند. ارواح مادربزرگ‌ها از ترس عواقب چنین درخواستی او را بلافاصله به سکوت هدایت کردند.
سرانجام الین کشف کرد که مدیر مدرسه سابق مونا، آقای وادینگتون مسئول قتل وی بوده‌است. آقای وادینگتون برای سرپوش گذاشتن بر کار خود، الین را ربود و حتی سعی کرد او را نیز به قتل برساند. اما الین توانست نوشیدنی او را به سم آغشته کند. زمانی که آقای وادینگتون در حال غرق شدن در مرگ بود، الین خود را وارد ذهن او کرد، اما در این لحظه احساس بی‌اختیاری به او دست داد و خود را مقابل لوسیفر یافت. او به الین گفت قصد ندارد جان مدیر مدرسه مونا را بگیرد، چون اگر این کار را کند او الین را نیز با خود خواهد برد. لوسیفر اعتراف کرد در آینده شرایطی به وقوع خواهد پیوست که او به الین زنده و سالم نیاز پیدا می‌کند. پس از آن لوسیفر جان الین را نجات داد و او را به بدن اصلی خود هدایت کرد و به آقای وادینگتون نیز اجازه مرگ داد. در نهایت الین توسط پلیس پیدا شد و به خانه‌اش بازگردانده شد.